# 本田誠人
本田 誠人（ほんだ まこと、1974年1月30日 - 2021年1月30日）は、日本の俳優、脚本家、演出家。宮崎県延岡市出身。クリオネ、劇団ペテカン所属。既婚。

## 経歴
もともとはお笑い芸人を目指しており、宮崎県立延岡西高等学校在学中に同級生の中尾諭介（後にロックバンド「In the Soup」のボーカルとして活動）とお笑いコンビを組んで「ダウンタウンの全九州お笑い選手権」でグランプリを獲得する。舞台芸術学院卒業後は舞台役者へと転向。1995年、劇団「ペテカン」旗揚げ。全作品の脚本・演出を手がけている。血液型はB型、身長172cm、体重61kg、バスト91cm、ウェスト81.5cm、ヒップ96cm。趣味はウクレレ/ギター/イラスト、特技は野球。
2021年1月30日、膵臓がんのため、死去。47歳没（生没同日）。同月19日に余命宣告を受けていたことを公表しており、同年1月28日には「2017年4月7日に膵臓がんのステージ4を宣告」されたことをブログで公表していた。

## 出演

### テレビ

#### TBS
- きらきら研修医 第8-10話 - 太平正志 役
- Stand Up!! 第8話
- タイムリミット
- ATARU  CASE3（2012年4月29日） 野利海苔屋の青いタオルを巻いた店員
- まっしろ 第3話、第9話、第10話（2015年）

#### フジテレビ
- 電車男
- 電車男 DX

#### NHK
NHK教育
- こどもにんぎょう劇場「タイムマシンの冒険 1・2・3」

NHK総合
- ハゲタカ
- スニッファー 嗅覚捜査官 第5話（2016年）

#### テレビ朝日
- 相棒
- 仮面ライダー電王 第27話 - 池祥一 役

#### 日本テレビ
- ワイルド・ヒーローズ 第1話（2015年）

#### スペースシャワーTV
- 続巖流

### 映画
- 劇場版 仮面ライダー電王&キバ クライマックス刑事（2008年） - 警官 役
- スプリング、ハズ、カム（2017年）

### ラジオ
＊は構成担当
- J-WAVE25 シアター☆マツモト 緊張の夏（J-WAVE）
- 三ツ矢サイダーショートストーリー キミの笑顔（TOKYOFM）
- ニーハオ!小野綾子的夢送信＊（文化放送）
- FMシアター 遠い隣人（NHK-FM）
- 青春アドベンチャー REVOLUTION NO3（NHK-FM）
- FMシアター さびしぼっち（NHK-FM）
- FMシアター これは、私の落とし噺（NHK-FM）

### CM
- AEON 広告する人 ポテトチップ編 / 広告する人 フフン編
- ツムラ 経済性編
- 読売新聞 ヨリモ 未来新聞編
- アミューズ株式会社・フュージョン株式会社「たまごオーケストラ編」（2017年～）※宮崎ローカル
  - このCMは本田亡き後の現在も流れており、生前の本田の姿を見る事が出来る。
- 株式会社山崎 「ホームセンターやまさき なんでもあるある編」（2020年）※宮崎ローカル

### 舞台
※は演出担当
ペテカン
- 青春荘の人々※
- 獅童流　森の石
- タバコの煙とコーヒーの湯気※
- 当時はポピュラー5〜高松みづきさん（29才看護婦）
- いけないもうこんな時間だ行かなくちゃ
- 茜色の窓から※
- やわらかな君の髪をなでる - ボブ 役
- 夏の踏台'04
- 温度計
- 満月フィルム
- エヴリデイ エヴリナイト※
- 夢におちる
- 海月
- 少しだけ泣いた
- Pop na Room - 男役※
- 嘘みたいな月
- 夏の踏台
- 高い空、見上げてた
- 水槽
- Cut
- 日曜日に雨
- やわらかな後悔
- 夏が来て僕等
- ふたり暮らし
- 椅子と机と
- 切りすぎた前髪
- 同窓会
- 夏の踏台

その他
- コントユニット親族 忄（りっしんべん）
- CLIONE PRODUCE「SLEEPLESS」（青山円形劇場）
- In the Soup VS ペテカン 目を閉ぢる
- In the Soup VS ペテカン ひみつきち

### PV
- After me『悲しみのない世界』
- In the Soup『夜のかけ布団』
- Downy『月宿る善良』

### 脚本担当
- 劇団方南ぐみ 男たちよ懺悔しなさい（仮）
- NHK教育 こども人形劇 タイムマシンの冒険
- NHK教育 こども人形劇 タイムマシンの冒険2
- コントユニット親族代表 忄（りっしんべん）
- チャーシューメンエンジェルス〜あさはかな恋〜
- J-WAVE25 シアター☆マツモト 緊張の夏（J-WAVE）
- 三ツ矢サイダーショートストーリー 「キミの笑顔」（TOKYOFM）
- 舞台「俺たちは天使だ! NO ANGEL NO LUCK 〜 地球滅亡30分前!」（2009年8月26日 - 9月6日、サンシャイン劇場）